# Titowszczinskoje
Titowszczinskoje (ros. Титовщинское сельское поселение) – jednostka administracyjna (osiedle wiejskie) wchodząca w skład rejonu diemidowskiego w оbwodzie smoleńskim w Rosji.
Centrum administracyjnym osiedla wiejskiego jest wieś (ros. деревня, trb. dieriewnia) Titowszczina.

## Geografia
Powierzchnia osiedla wiejskiego wynosi 776,2 km², a jego głównymi rzekami są Kaspla i Czeriebiesna.

## Historia
Osiedle powstało na mocy uchwały obwodu smoleńskiego z 28 grudnia 2004 r., z późniejszymi zmianami (uchwała z dnia 28 maja 2015 roku), w wyniku których w skład jednostki weszły wszystkie miejscowości zlikwidowanych osiedli: Borodinskoje, Dubrowskoje, Pieriesudowskoje, Połujanowskoje, Szapowskoje, Zakrutskoje, Życzickoje.

## Demografia
W 2020 roku osiedle wiejskie zamieszkiwały 1700 osoby.

## Miejscowości
W skład jednostki administracyjnej wchodzą 94 miejscowości (wyłącznie dieriewnie): Akatowo, Andriejewo, Baszki, Bojarszczina, Bojarszczina, Bojarszczina, Bolszoje Arietowo, Bordukowo, Borisienki, Boroda, Borok, Borowiki, Briukowszczina, Burłygino, Centralnaja Usadźba, Chołm, Chotiejewo, Diedienki, Diwo, Drokowo, Dubaszy, Dubrowka, Dubrowo, Dworiszcze, Filimonowo, Fosznia, Gorodnaja, Gury, Iwanowo, Juszkowo, Kaszkurino, Kislaki, Kobyzi, Koposino, Kotowszczina, Kraśki, Krupienino, Kuleszy, Lechonow-Bor, Łaśki, Łukaszowo, Maksimowo, Makunino, Małoje Arietowo, Manichi, Michalоwo, Midiulki, Minaki, Mordaszki, Mylniszcze, Niańkowiczi, Nikitino, Niżnieje Chotiakowo, Nowosielje, Nowyje Pieriesudy, Obrok, Orłowo, Osipienki, Ożogino, Pańkowo, Paszyno, Połujanowo, Porieczje, Sawino, Sielco, Siemionowka, Sienino, Sieńkowo, Sieńkowo-Ług, Skugriewo, Słoboda, Starina, Stariny, Staryje Pieriesudy, Stiepanowo, Swistowiczi, Syricy, Szapy, Szczetkino, Szeługanowo, Titowszczina, Tiupina-Niwa, Tołkuny, Ugory, Warnawino, Waśkowszczina, Wierchnieje Chotiakowo, Wierietieja, Zabołotje, Zaiki, Zakrutje, Zalesje, Zamoszczje, Życzicy.